# Совинец (холм)
Сови́нец (пол. Sowiniec) — самый высокий холм в Кракове, Польша.

## География
Холм находится в северо-западной части холмистой системы под названием «Пасмо-Совинец» на территории Вольского леса, в котором произрастают в основном бук, дуб и ель. Высота холма составляет 358 метров. Возле холма Совинец находится холм Сребрна-Гура, который отделяется от Совинца широким узельем.
На холме находятся широкая сеть туристических маршрутов и пешеходных дорожек.

## Достопримечательности
- В 1937 году на вершине Совинца был сооружён Курган Пилсудского.